# Терецьке
Терецьке (рос. Терекское) — село у Терському районі Кабардино-Балкарії Російської Федерації.
Орган місцевого самоврядування — сільське поселення Терецьке. Населення становить 2026 осіб.

## Історія
Згідно із законом від 27 лютого 2005 року органом місцевого самоврядування є сільське поселення Терецьке.

## Населення
| 2002 | 2010  |
| ---- | ----- |
| 2127 | ↘2026 |